# Orosi
|  | No s'ha de confondre amb Orosí. |

|  | Per a altres significats, vegeu «Pau Orosi». |

Orosi és un lloc designat pel cens (CDP) al Comtat de Tulare, Califòrnia, Estats Units. La població era 8.770 en el cens de 2010 i de 7.318 al cens del 2000.  Segons United States Census Bureau, el CDP té una àrea total de (62 km²), tota terrestre.
La comunitat va ser fundada el 1888 per Daniel R. Shafer. Va ser nomenat «oro», or en castellà, per les roselles de Califòrnia que cobreixen els camps propers. S'hi establí una oficina de correus l'any 1892.
En la legislatura estatal de Califòrnia Orosi forma part del Districte 16a al Senat, representat pel demòcrata Dean Florez, i en l'Assemblea al Districte 31, representat pel demòcrata Juan Arámbula. El govern federal, Orosi és representat al districte del Congrés 21 de Califòrnia, que tenia un Cook Partisan Voting Index de R +13 i és representat pel republicà Devin Nunes.